# La Rasa (les Valls d'Aguilar)
La Rasa és una muntanya de 1.786 metres que es troba al municipi de les Valls d'Aguilar, a la comarca de l'Alt Urgell.